# Shariff Aguak
Shariff Aguak (vormals Maganoy) ist eine Verwaltungsgemeinde der dritten Einkommensklasse in der philippinischen Provinz Maguindanao del Sur auf der Insel Mindanao.
Die Gemeinde Shariff Aguak ist der Sitz der Provinzverwaltung von Maguindanao.
Laut der Volkszählung aus dem Jahr 2015 hat die Gemeinde eine Einwohnerzahl von 31.692.
Ihren Namen trägt sie zu Ehren des gleichnamigen malaiischen Prinzen aus Johore, der im 15. Jahrhundert als islamischer Missionar nach Mindanao kam.
Ihre Vorwahl lautet 64, die Postleitzahl ist 9608.

## Geographie
Shariff Aguak liegt zentral innerhalb der Provinz Maguindanao del Sur. Südlich grenzt das Gemeindegebiet an die Gemeinde Ampatuan, im Osten an Mamasapano, im Norden an Datu Saudi-Ampatuan sowie Datu Unsay, während im Westen die Gemeinde Talayan liegt.
Das Gemeindegebiet ist hügelig und zerklüftet. 
Die Gemeinde hat eine Fläche von insgesamt 1.400 km².

## Wirtschaft
Die Hauptanbauprodukte sind Reis, Weizen, Kautschuk, Kokosnuss und Bananen.
Die Weberei ist der maßgebende Industriezweig in Shariff Aguak.

## Baranggays
Shariff Aguak ist politisch in 25 Baranggays (Ortsteile) unterteilt.
| - Iganagampong - Bagong - Bialong - Bulayan - Dale-Bong - Kuloy - Labu-labu - Lapok (Lepok) - Limpongo - Macalag - Maitumaig - Malangog - Malingao | - Meta - Nabundas - Pamalian - Panangeti - Pikeg - Poblacion - Satan - Tapikan - Timbangan - Tina - Tuntungan - Tuayan |

## Geschichte
Shariff Aguak wurde am 22. November 1973 durch den Presidental Degree Nr. 341 unter dem Namen Maganoy zu einer Verwaltungsgemeinde ernannt.
1996 wurde die Stadt in Shariff Aguak umbenannt.